# آدم ماتوتشيك
أدام ماتوتشيك ([ˈadam maˈtuʂt͡ʂɨk]، مواليد 14 فبراير 1989 في غليفيتش - بولندا) لاعب كرة قدم بولندي يلعب حاليا لصالح نادي الدرجة الأولى كولن الألماني منذ 2003 في مركز الوسط المحوري .

## روابط خارجية
- آدم ماتوتشيك على موقع الاتحاد الأوربي (الإنجليزية)
- آدم ماتوتشيك على موقع قاعدة بيانات كرة القدم.إي يو (الإنجليزية)
- آدم ماتوتشيك على موقع بيانات كرة القدم. دي إي (الألمانية)
- آدم ماتوتشيك على موقع ناشيونال فوتبول تيمز (الإنجليزية)
- آدم ماتوتشيك على موقع Soccerbase.com (لاعب) (الإنجليزية)
- آدم ماتوتشيك على موقع Soccerway.com (الإنجليزية)
- آدم ماتوتشيك على موقع عالم كرة القدم.نت (الإنجليزية)
- آدم ماتوتشيك على موقع AS.com (الإسبانية)